# Андреевка (Городокский район)
Андре́евка (укр. Андріївка) — село в Городокском районе Хмельницкой области Украины.
Население по переписи 2001 года составляло 60 человек. Почтовый индекс — 32013. Телефонный код — 3251. Занимает площадь 0,036 км². Код КОАТУУ — 6821288602.

## Местный совет
32012, Хмельницкая обл., Городокский р-н, с. Хоптинцы